# Volker Surmann

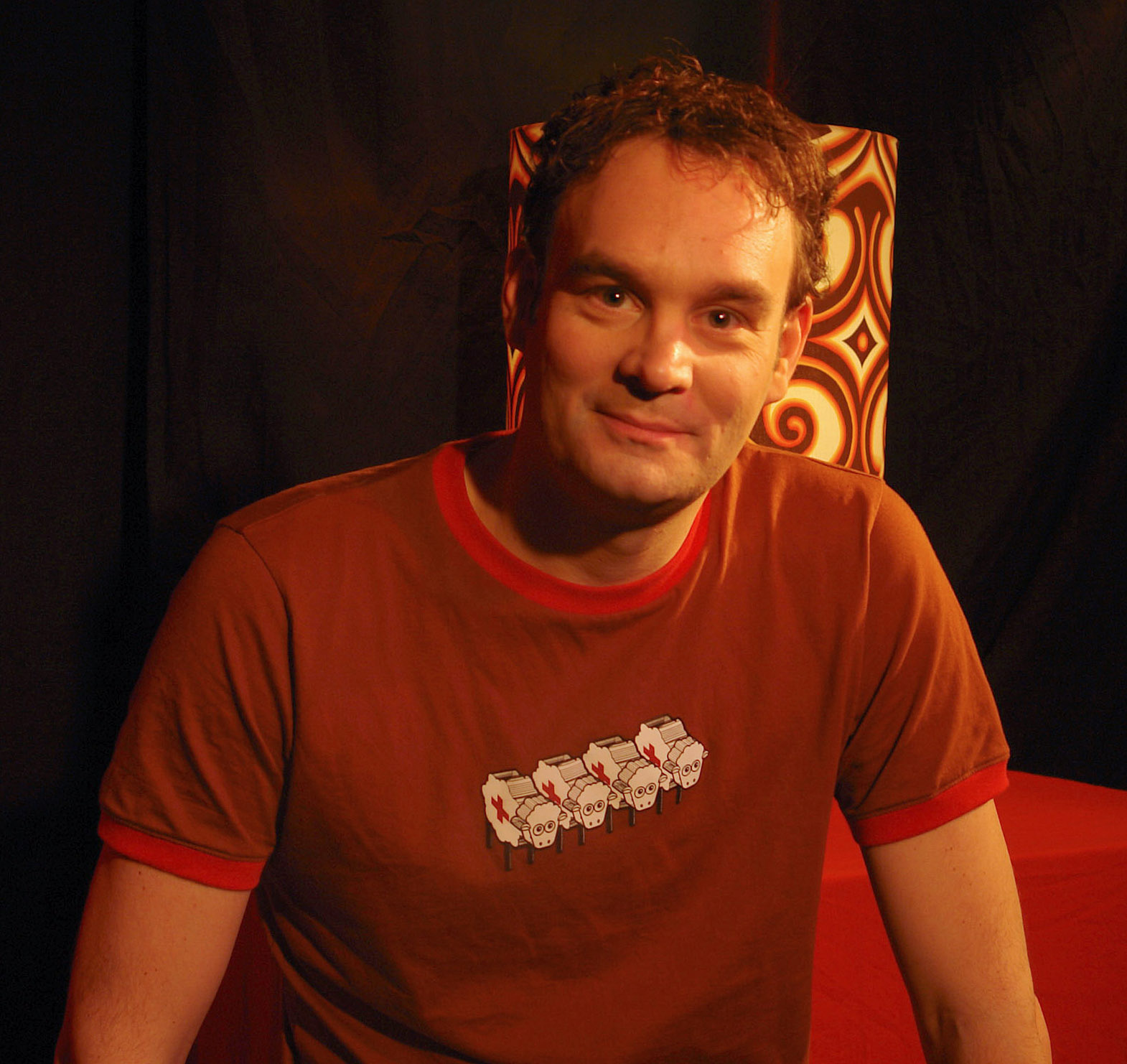
Volker Surmann

Volker Surmann (* 1972 in Halle (Westf.)) ist ein deutscher Comedian, Kabarettist, Autor, Verleger und Vorleser.

## Leben
Volker Surmann veröffentlichte bereits im Alter von 16 Jahren satirische Texte beim WDR. Als Schüler des Kreisgymnasiums Halle gehörte er der Kabarett-AG an, die in dieser Zeit zwei verschiedene Abendprogramme entwickelte und aufführte. Gemeinsam mit Kai Ostermeier bildete er anschließend das Kabarett-Duo Der Rest, das zwischen 1993 und 2001 mit vier abendfüllenden Programmen auftrat.
Von 1997 bis 2000 schrieb Surmann Literaturkritiken für das Bielefelder Stadtblatt und war 1998 Mitbegründer des seither jährlich vergebenen Bielefelder Kabarettpreises. 1999 schloss er ein Studium der Germanistik und der Philosophie an der Universität Bielefeld mit einer Examensarbeit zum Thema Neue Tendenzen im westdeutschen Kabarett der 90er Jahre ab. Anschließend war er dort von 2000 bis zu seiner Promotion im Jahr 2002 als wissenschaftlicher Mitarbeiter tätig.
1999 konzipierte Volker Surmann sein erstes Soloprogramm mit dem Titel Badewanne: Live, das er jedoch von Januar 2000 bis April 2003 gemeinsam mit Thomas Paul Schepansky als Duo-Programm aufführte. 2002 zog Volker Surmann nach Berlin, wo er 2003 zusammen mit Nils Heinrich, Robert Rescue, Frank Sorge und Heiko Werning die Weddinger Lesebühne Brauseboys gründete, der er seither angehört. 2004 entstand ein weiteres Soloprogramm mit dem Titel Die Wahre Nacktheit, mit dem er bis 2007 deutschlandweit auftrat. Im Herbst 2007 folgte das Soloprogramm Gescheiter scheitern. Mit Ausschnitten seiner Soloprogramme trat er auch regelmäßig im Liveclub des Quatsch Comedy Club auf und nahm 2007 mit seinen Kurztexten am WDR-Poetry-Slam teil. 2010 und 2011 spielte er in der Kabarettbundesliga.
Zusammen mit den Mitgliedern der Lesebühne Brauseboys veröffentlichte Volker Surmann zwischen 2005 und 2008 zwei Anthologien und eine Hörbuch-CD mit Texten der Lesebühne. Seit 2008 folgten drei von ihm herausgegebene Anthologien sowie ein Hörbuch. 2010 veröffentlichte er seinen ersten Roman Die Schwerelosigkeit der Flusspferde. Darüber hinaus ist er unter anderem als freier Autor für das Satiremagazin Titanic, die Literaturzeitschriften Salbader und EXOT sowie das lesbisch-schwule Stadtmagazin Siegessäule tätig und arbeitete als Gastautor für verschiedene TV-Comedy-Sendungen. Volker Surmann wurde bereits für eine Reihe von Kabarett- und Comedypreisen nominiert und ist 2008 mit der Goldenen Backnanger Treppe ausgezeichnet worden. Im Herbst 2010 konzipierte er das Lese-Programm Heimat, Sex & Flusspferdpflege. Seit 2010 betreut Volker Surmann zudem als Lektor das Programm des Berliner Satyr Verlages, seit September 2011 ist er alleiniger Eigentümer des Verlags.
Volker Surmann lebt offen schwul in Berlin-Friedrichshain und thematisiert die eigene Homosexualität in vielen seiner Texte.

## Werk
- Anfallsbilder. Metaphorische Konzepte im Sprechen anfallskranker Menschen (Sprachanalyse bei Epilepsiekranken). Königshausen & Neumann, Würzburg 2005, ISBN 3-8260-3117-2 (Dissertation Universität Bielefeld 2004, 422 Seiten Inhaltsverzeichnis, Inhalt).
- Provinz Berlin. Anthologie. Als Hrsg./Co-Autor, zusammen mit Nils Heinrich, Robert Rescue, Frank Sorge, Heiko Werning. Satyr Verlag, Berlin 2005, ISBN 3-9386-2504-X.
- Die Brauseboys. Wir sind nur Kurzgeschichtenvorleser! (Hörbuch-Doppel-CD). Als Hrsg./Co-Autor zusammen mit Nils Heinrich, Robert Rescue, Hinark Husen, Frank Sorge, Heiko Werning. Reptiphon, Berlin 2006, ISBN 3-9386-2530-9.
- Berlin mit Alles – Neue Geschichten aus der „Provinz Berlin“. Anthologie. Als Hrsg./Co-Autor zusammen mit Paul Bokowski, Hinark Husen, Robert Rescue, Frank Sorge, Heiko Werning. Satyr Verlag, Berlin 2008, ISBN 978-3-938625-54-5.
- Besetzt – Politik ist auch nur ein Geschäft. Theaterstück für die Berliner Kabarett-Bühne Die Stachelschweine, 2008.[6]
- Sex – Von Spaß war nie die Rede. Als Hrsg./Co-Autor, Satyr Verlag, Berlin 2008, ISBN 978-3-938625-47-7.
- Sex – Von Spaß war nie die Rede 2. Als Hrsg./Co-Autor, Satyr Verlag, Berlin 2009, ISBN 978-3-938625-57-6.
- Die Schwerelosigkeit der Flusspferde. Roman. Querverlag, Berlin 2010, ISBN 978-3-89656-178-7.
- Das war ich nicht, das waren die Hormone! Geschichten aus der Pubertät. Als Hrsg./Co-Autor. Satyr Verlag, Berlin 2010, ISBN 978-3-938625-94-1.
- Fruchtfleisch ist auch keine Lösung. Als Hrsg./Co-Autor, zusammen mit Heiko Werning. Satyr Verlag, Berlin 2011, ISBN 978-3-86327-006-3.
- Das ist kein Berlin-Buch. Anthologie. Als Hrsg./Co-Autor, zusammen mit Paul Bokowski, Hinark Husen, Robert Rescue, Frank Sorge, Heiko Werning. Satyr Verlag, Berlin 2011, ISBN 978-3-981447-50-7.
- Lieber Bauernsohn als Lehrerkind. Satyr Verlag, Berlin 2012, ISBN 978-3-9814475-8-3.
- Lost in Gentrification. Großstadtgeschichten. Als Hrsg./Co-Autor, zusammen mit Sebastian Lehmann. Satyr Verlag, Berlin 2012, ISBN 978-3-9814891-6-3.
- Extremely Cold Water. Roman. Voland & Quist, Dresden/Leipzig 2014, ISBN 978-3-86391-088-4.
- Ist das jetzt Satire oder was? Beiträge zur humoristischen Lage der Nation. Als Hrsg./Co-Autor, mit Heiko Werning. Satyr Verlag, Berlin 2015, ISBN 978-3-944035-62-8. (Inhaltsverzeichnis, Inhalt)[7]
- Mami, warum sind hier nur Männer? Roman. Goldmann, Berlin 2015, ISBN 978-3-442-48207-8.
- Bloßmenschen. Schöner schämen für alle. Satyr Verlag, Berlin 2017, ISBN 978-3-944035-83-3.
- Mit Euch möchten wir alt werden. 30 Jahre Berliner Lesebühnen. Als Hrsg./Co-Autor, mit Sarah Bosetti und Andreas Scheffler. Satyr Verlag: Berlin 2018. ISBN 978-3-947106-14-1.